# La Malinche (vulkaan)
La Malinche (Nahuatl: Matlacueyetl) is een stratovulkaan in de Mexicaanse deelstaten Tlaxcala en Puebla. La Malinche heeft een hoogte van 4462 meter.
De vulkaan is genoemd naar La Malinche, de minnares van de Spaanse veroveraar Hernán Cortés. De vulkaan staat ook wel bekend als Matlalcueitl, naar een regengodin in de precolumbiaanse Tlaxcalteekse mythologie.

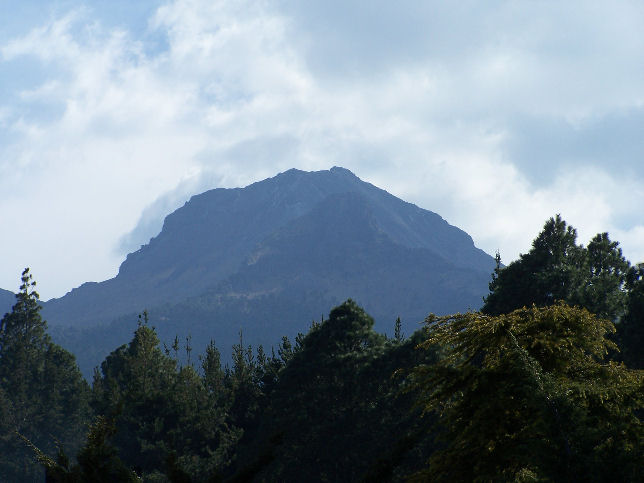